# Замок Стайгу-форт
Замок Стайгу-Стоун-Форт (англ. Staigue stone fort, Staigue, Staig, ірл. an Stéig, Caiseal Stéig) — замок ан Штегь, замок Стайг — археологічна пам'ятка Залізної доби, розташована на території Ірландії, в графстві Керрі, в 3 милях від селища Снім, на півострові Івераг. Пам'ятка являє собою залишки фортеці — оборонної споруди, що датується пізньою залізною добою, імовірно фортеця була побудована десь 300—400 роках нової ери для місцевого вождя клану або короля місцевого королівства. Споруда оголошена частиною Всесвітньої спадщини ЮНЕСКО.
Фортеця знаходиться в долині, що відкривається на південь до моря. Стіни фортеці досягають висоти 18 футів (5,5 м), товщиною 13 футів (4 м) при основі, 90 футів (27,4 м) в діаметрі. Прохід в середину форту є прохід діаметром 1,8 м з подвійним перекриттям. Для свого часу і місця побудови фортеця являла собою архітектурне диво: фортеця побудована без цементуючого розчину, використовувались тільки грубо оброблені камені. Під час будівництва в стінах були залишені прогалини, що були заповнені пізніше. Був дверний отвір з перекриттями. У середині фортеці була складна мережа сходів, що вели до терас та бійниць. Артефакти, що були виготовлені з міді дозволяють стверджувати, що фортеця була поліфункціональна: крім оборонної функції вона виконувала функцію сакральну, як місце поклоніння божествам та як місце астрономічних спостережень.